# Acquario di Rodi
L'Acquario di Rodi, inizialmente nato come Istituto biologico marino, è un acquario greco, istituito nel 1930 nella città di Rodi, sotto la dominazione del Regno d'Italia, costruito dall'architetto Armando Bernabiti.